# Хламидии
Хламидии (лат. Chlamydia) — род грамотрицательных бактерий из типа и класса Chlamydiae, виды которого относятся к облигатным внутриклеточным паразитам.

## Морфология
Хламидии имеют округлую форму, диаметр 250—350 нм, размножаются внутриклеточно, в отличие от вирусов, которые копируются клеткой, хламидии именно размножаются, являясь одноклеточными организмами,  культивируются в куриных эмбрионах, в организме белых мышей, в перевиваемых клеточных культурах.

## Биологические свойства
Хламидии обладают гемагглютинирующей и токсической активностью, относительно устойчивы во внешней среде: при комнатной температуре сохраняются в течение нескольких суток, обычные дезрастворы убивают их в течение 3 часов.
Чувствительны к антибиотикам тетрациклинового ряда, макролидам, фторхинолонам.
Главные носители хламидий — человек, млекопитающие, птицы.

## Виды
- Chlamydia trachomatis — возбудитель трахомы, конъюнктивитов с включениями (паратрахома), урогенитальной патологии, пневмонии у новорожденных и младенцев, венерической формы синдрома Рейтера, пахового лимфогранулематоза и др.
- Chlamydia suis (от лат. рода Sus) — впервые была выделена у свиньи (Sus scrofa). Различные штаммы C. suis вызывают конъюнктивит, энтерит и пневмонию у животных и характеризуются повышенной резистентностью к сульфадиазину и тетрациклину.
- Chlamydia muridarum (от лат. семейства Muridae) — ранее рассматриваемый как третий биовар C. trachomatis (MoPn mouse pneumonitis), является возбудителем заболеваний грызунов семейства Muridae.

В соответствии с измененной классификацией виды Chlamydia pneumoniae, Chlamydia psittaci и Chlamydia pecorum выделены в отдельный род Chlamydophila.